# Leme (Brasile)
Leme è un comune del Brasile nello Stato di San Paolo, parte della mesoregione di Piracicaba e della microregione di Limeira. La popolazione è di 104 346 (stima del 2020). Leme divenne ufficialmente un comune il 29 agosto 1895 (e festeggia il suo anniversario il 29 agosto). Il comune è formato dalla sede del distretto e comprende anche i distretti rurali di Taquari, Taquari Ponte e Caju.

## Geografia fisica
Leme ha una superficie di circa 403 chilometri quadrati, situata nel centro-est dello stato di San Paolo, a circa 190 chilometri di San Paolo. Situato nel bacino idrografico del fiume Mogi-Guaçu, Leme ha una media annuale di circa 22 °C, un clima secco durante l'inverno e piovoso durante l'estate.
La sua altitudine media è di 619 metri sul livello del mare (2030,8 piedi). Il rilievo è leggermente ondulato nell'area urbana e nella maggior parte dell'area rurale, il che facilita l'espansione urbana e la coltivazione agricola, nonché il trasporto in bicicletta (economico e non inquinante). Questo tipo di trasporto è molto comune a Leme.

### Idrografia
Principali corsi d'acqua del Leme:
- Fiume Mogi-Guaçu
- Fiume Capetinga
- Ruscello do Roque
- Ruscello do Meio
- Ruscello Constantino
- Ruscello Batinga
- Ruscello Serelepe

## Evoluzione demografia
Abitanti censiti

## Economia
Nel settore agricolo predominano le colture di canna da zucchero, mais, soia, arance e sorghum. Inoltre ci sono grandi sili di cereali e caffè, e una fabbrica di canna da zucchero che produce zucchero, etanolo e bioenergia. Nel settore zootecnico predominano l'allevamento di maiale, bovini da latte e da carne.
Il settore industriale è piuttosto variegato, con produzioni nei settori di alimenti, bevanda, macchinari, prodotti agricoli, prodotti chimici, etanolo, ceramica, tegola, fibrocemento, mobilia, materiali elettrici e altri.
Il settore del commercio e dei servizi è abbastanza diversificato, comprendendo unità di grandi catene di vendita al dettaglio nazionali e alcune internazionali.

## Infrastrutture e trasporti
- Trasporto pubblico con autobus che collegano il centro della città ai quartieri urbani e rurali della città.
- Stazione degli autobus "Jose Antunes Filho" (in Portoghese: Rodoviária de Leme), con linee interurbane e interstatali.
- Aerodrome "Yolanda Penteado".

### Strade
- Rodovia Anhanguera (SP-330)

## Educazioni
Leme ha un sistema di istruzione primaria e secondaria composto da istituzioni pubbliche e private, tra cui una scuola tecnica statale chiamata ETEC "Salim Sedeh", che fornisce corsi tecnici di gestione, farmacia, multimedia, sviluppo di sistemi e altri.
A Leme sono presenti anche istituti di istruzione superiore. La città ha un'unità di Universidade Anhanguera e l'Università Virtuale dello Stato di São Paulo.

## Cultura, Attrazioni ed Eventi
- Circuito delle 12 Capelle (in Portoghese: Circuito das 12 Capelas)
- Cammino di fede (in Portoghese: Caminho da Fé)
- Parco "Dr. Enni Jorge Draib" (Lago comunale)
- Parco Ecologico "Mourão
- Memoriale dell'acqua "Prefeito Ricardo Landgraf"
- Piazza Manoel Leme e la vecchia Stazione Ferroviaria di Leme
- Museo Storico di Leme
- Santuario Diocesano di San Manoel
- Piazza Rui Barbosa
- Stadio Comunale Bruno Lazzarini

Ogni anno a Leme si svolge la "Festa do Peão de Leme", un grande festival con musica Sertaneja.

## Sport
Lo Stadio Comunale Bruno Lazzarini è uno stadio di calcio che ospita le partite del Lemense FC. A Leme sono inoltre presenti altri campi da calcio, campi e aree ricreative utilizzate dalla popolazione.

## Religione
Il Cristianesimo è presente nel comune come segue:

### Cattolicesimo
La chiesa cattolica nel comune fa parte della Diocesi di Limeira.

### Protestantesimo
In città sono presenti le credenze evangeliche più diverse, principalmente pentecostali, compresa la Chiesa Assemblee di Dio brasiliana (la più grande chiesa evangelica del paese), Chiesa Congregazione cristiana nel Brasile, tra gli altri. Queste denominazioni crescono sempre di più in tutto il Brasile.